# Şahhüseynli
Şahhüseynli (azerbajdzjanska: Şahsünni) är en ort i Azerbajdzjan.   Den ligger i distriktet Zərdab Rayonu, i den centrala delen av landet, 170 km väster om huvudstaden Baku. Antalet invånare är 1 371.
Terrängen runt Şahhüseynli är mycket platt. Närmaste större samhälle är Zardob, 16,7 km nordväst om Şahhüseynli.
Trakten runt Şahhüseynli består till största delen av jordbruksmark. Runt Şahhüseynli är det ganska tätbefolkat, med 58 invånare per kvadratkilometer.